# Sumqayit
Sumqayit ou Sumcavite (Azeri: Sumqayıt; Russo: Сумгаит) é uma cidade do Azerbaijão, localizada perto do Mar Cáspio, a 30 km da capital, Baku. A cidade tem uma população de 357 900 habitantes e uma área de 83 km². É a terceira maior cidade do Azerbaijão, logo a seguir à capital e Ganca. Foi fundada em 22 de Novembro de 1949.

## Geografia
- População: 279 086
- Área: 96 km2
- Coordenadas: 40°35′23″N 49°40′07″E

## História
Os primeiros relatos de assentamentos no local atual de Sumgayit foram em 1580, embora nada de substancial foi criado no local até à União Soviética ganhar o controle sobre a área em 1920. Em 1935, o governo soviético decidiu desenvolver a indústria pesada na península Apsheron, e a futura localização do Sumgayit foi escolhido a partir de sua proximidade com Baku e sua posição-chave nas linhas ferroviárias já existentes. 
Entre 1938-1941, uma estação de energia térmica foi construída para a indústria de petróleo de Baku poder crescer. Isso foi logo seguido por indústrias mais pesadas. Depois de uma pausa devido à II Guerra Mundial, mais fábricas metalúrgicas e químicas foram construídas. Este rápido crescimento criou uma série de postos de trabalho, e uma necessidade para a população residente. Em 1949, Sumgayit ganhou o estatuto oficial de cidade. 

## Economia
- O produto interno bruto (milhões de USD): 69,898
- O produto interno bruto per capita (USD): 240,6
- Importação (milhões de USD): 53,1
- Exportação (milhões de USD): 36,7